# Поле разложения
По́ле разложе́ния многочлена p над полем {\displaystyle K} — наименьшее расширение {\displaystyle L} поля {\displaystyle K,} над которым {\displaystyle p} разлагается в произведение линейных множителей:
{\displaystyle p(x)=a(x-x_{1})(x-x_{2})...(x-x_{n}),} где {\displaystyle x_{1},\dots ,x_{n}\in L\supseteq K.}
При этом {\displaystyle L=K(x_{1},\dots ,x_{n}),} то есть это максимально возможное поле, все элементы где могут быть образованы сложением и умножением элементов поля {\displaystyle K} и чисел {\displaystyle x_{1},\dots ,x_{n}} как друг с другом, так и между собой. Поэтому о поле {\displaystyle L} разложения говорят как о расширении, полученном присоединением к {\displaystyle K} всех корней данного многочлена.
Аналогично вводится понятие поля разложения семейства многочленов {\displaystyle p_{i}(x),i\in I} — такого расширения L, что каждый pi разлагается в L[x] на линейные множители и L порождается над K всеми корнями pi. Поле разложения конечного множества многочленов p1, p2, …, pn, будет, очевидно, полем разложения их произведения p=p1p2…pn.
Поля разложения являются нормальными расширениями. Более того, каждое нормальное расширение можно представить как поле разложения некоторого семейства многочленов.

## Свойства
- Поле разложения конечного семейства многочленов является конечным алгебраическим расширением поля {\displaystyle K}.
- Поле разложения многочлена существует для любого семейства многочлена pi и определено однозначно с точностью до изоморфизма, тождественного на K.

## Примеры
- Если степень многочлена {\displaystyle p} не превосходит {\displaystyle 1}, то {\displaystyle L=K}.
- Поле комплексных чисел {\displaystyle \mathbb {C} } служит полем разложения многочлена {\displaystyle x^{2}+1} над полем {\displaystyle \mathbb {R} } вещественных чисел.
- Любое конечное поле {\displaystyle GF(q)}, где {\displaystyle q=p^{n}}, есть поле разложения многочлена {\displaystyle x^{q}-x} над простым подполем {\displaystyle GF(p)\subset GF(q)}.